# حاضر الولادة

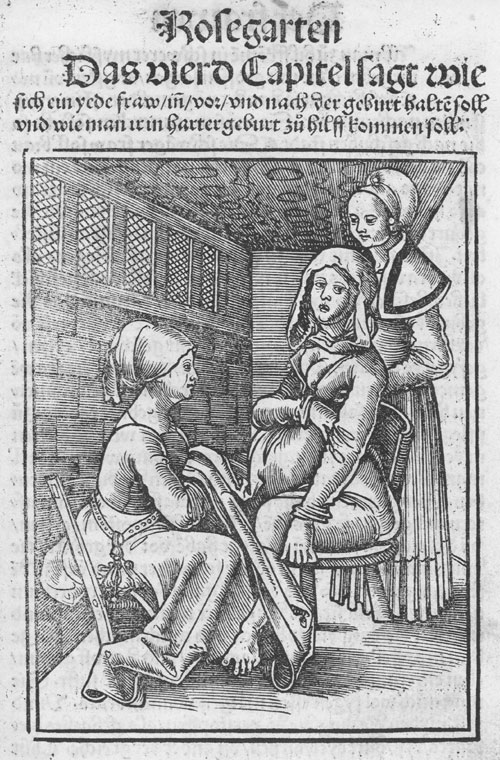

حاضر الولادة القابلة المعروفة أيضا باسم القابلات الماهرات، هي أخصائية صحية تقدم الرعاية الأساسية والطارئة للنساء ومواليدهن الجدد أثناء الحمل والولادة وفترة ما بعد الولادة، يتم تدريب القابلات، اللواتي قد يكونن قابلة أو طبيب أو طبيب توليد أو ممرضة على التواجد في الولادة («الحضور») سواء كانت الولادة تتم في مؤسسة للرعاية الصحية أو في المنزل؛ للتعرف على المضاعفات الطبية والاستجابة لها على النحو المناسب، وتنفيذ تدخلات للمساعدة في الوقاية منها في المقام الأول، بما في ذلك من خلال الرعاية السابقة للولادة. القابلات المختلفات قادرات على توفير مستويات مختلفة من الرعاية.

## أنواع القابلات
هناك ثلاثة أنواع مختلفة من القابلات، و (هناك ممرضة) أولاً: قابلة يجب أن تحصل على مستوى عال من التعليم، إما بكالوريوس أو ماجستير في القبالة، بعد أن تصبح ممرضة. يمكن للممرضات القابلات أن يخدمن في معظم مراكز الولادة والمستشفيات، ويمكن أن يمارسن الولادة المنزلية الخاصة.
ثم هناك قابلة مهنية معتمدة يمكن لهذه القابلة الحصول على ترخيص باتباع أسلوب التلمذة الصناعية / التدريب الداخلي للتعلم، جنباً إلى جنب مع شهادات أخرى، يجب أن تجتاز امتحان مجلس الإدارة من خلال الولايات /البلدان التي تسمح بهذا الترخيص ولا يمكن أن تكون متاحة إلا في مكان الولادة المنزلية.
وأخيراً هناك قابلات الدخول المباشر، ويتم تدريب هؤلاء القابلات من خلال عملية التلمذة الصناعية/التدريب الداخلي ولا يُسمح لهن إلا في أماكن الولادة المنزلية أيضاً، وهم لا يحملون رخصة مهنية بل يعملون كقابلات عاديات حيثما كانت هناك حاجة إليهن.

## القابلات مقابل مساعدات الولادة
ويجب التمييز بين «القابلات» والآخرين الذين قد يقدمون الدعم والرعاية أثناء الحمل والولادة، استنادا إلى التدريب المهني والمهارات، وأنظمة الممارسة، فضلاً عن طبيعة الرعاية المقدمة، وعادةً ما يتم تدريب القابلات على أداء الوظائف السريرية للرعاية التوليدية والوليدية الأساسية والطارئة، بما في ذلك إعطاء المضادات الحيوية ومضادات الاختلاج، وإزالة يدوية للمشيمة، وإزالة المنتجات المحتفظ بها من المشيمة، ومساعدة الولادة المهبلية، وإنعاش حديثي الولادة. اعتمادا على النطاق القانوني للممارسة، وهذا قد يشمل أيضا أداء أقسام القيصرية.
مساعدة الولادة، والمعروفة أيضًا باسم (doula)، أو «عاملة الولادة»، أو «موظف دعم المخاض»، أو «مدرب المخاض»، أو «مربي الولادة»، هي شخص غير المذكور أعلاه يقدم الدعم العاطفي والرعاية العامة والمشورة للنساء والعائلات أثناء الحمل والولادة. عادة ما تقدم الدولة خدمات دعم للعائلة في الأسابيع التالية للولادة («الولادة بعد الولادة»).
وفي كثير من البلدان النامية، تكون القابلات التقليديات، المعروفة أيضا باسم القابلة التقليدية، هي الشخص الذي يقدم الرعاية والمشورة الأساسية للحمل والولادة استنادا في المقام الأول إلى الخبرة والمعارف المكتسبة بصورة غير رسمية من خلال تقاليد وممارسات المجتمعات المحلية التي نشأت فيها. وعادة ما يكون لديهم أي تدريب الرعاية الصحية الحديثة ولا تخضع عادة للتنظيم المهني.